# Mastrinka
 Ovo je glavno značenje pojma Mastrinka. Za naselje na Čiovu, koje administrativno pripada gradu Trogiru pogledajte Mastrinka (Trogir).
Mastrinka ili divlja maslina (Olea oleaster) Sinonim je za europsku maslinu Olea europaea L., a opisuje se kao samonikla, rasprostranjena vrsta masline.
Ima vrlo sitne plodove i daje mali prirod, pa se uglavnom koristi kao oprašivač pitome masline. U Hrvatskoj je prisutna i kao sastavni dio biljne zajednice česmine. Raste kao grm, a rjeđe kao stablo. 
Ulje od divlje masline nekada se preporučivalo u medicinske svrhe. 

## Vanjske poveznice
|  | Zajednički poslužitelj ima još gradiva o temi Olea oleaster |